# Nicobarerne
Nicobarerne eller Frederiksøerne er en indisk øgruppe i Den Bengalske bugt syd for Andamanerne.
Nicobarerne omfatter 19 øer med et samlet areal på 1.640 km². Der er ca. 37.000 indbyggere (tælling 2011).[kilde mangler]

## Geografi
Nikobarerne har 19 øer fordelt på tre grupper:
- I den sydlige gruppe ligger den største ø, Store Nicobar, også kendt som Tokieong Long (1.045 km²). De andre øer i gruppen er Vesle Nicobar (157 km²), Kondul (4 km²) og Pulomilo (1 km²), og småøerne Meroe, Trak, Treis, Menchal, Cubra, Pigeon og Megapod, som ikke er befolkede. Megapod er naturreservat.

- Den mellemste gruppe omfatter Chowra (8 km²), Teressa (101 km²), Poahat (13,3 km²), Katchal (174 km²), Camorta (188 km²), Nancowry (67 km²) og Trinket (86 km²), og de ubeboede Isle of Man og Tillangchong (17 km²), den sidstnævnte er naturreservat.

- I den nordlige gruppe ligger Car Nicobar (127 km²) hvor man finder den største by i øgruppen, og den ubeboede Batti Malv (2 km²).

Mens Car Nicobar er en flad og frugtbar ø, har Nancowry, Camorta og Store Nicobar flere højdedrag. Bjerget Thullier (642 m.o.h.) på Store Nicobar er det højeste punkt.
Øerne er skovbevoksede, og man finder tropiske træarter som kokosnød, betelnød, mango, neem, casuarina og Pandanus her. Jordbrug er den vigtigste næringsvej, og man dyrker blandt andet ris, majs, grønsager, frugt, betelnødder og kokosnødder. Produktion af kopra og olie fra kokosnødderne er de vigtigste industrier.

## Demografi
Øerne havde et folketal på 42.026 i 2001, heraf er flertallet, ca 65 %, indfødte nikobaresarere og shompenfolk, mens resten er tilflyttede fra Indien og Sri Lanka. Tsunamien december 2004 kostede ca. 5000 mennesker livet, således at folketallet i 2011 reduceredes til 36.819.

## Historie

### Førhistorisk tid
Man regner med, at Nicobarene har været befolkede i mindst 2000 år. Der tales seks lokale mon-khmer-sprog på øerne. Disse hører til den austroasiatiske sprogfamilie, som også omfatter sprogene mon, khmer og vietnamesisk i Sydøstasien, og mundasprog talte af nogle urfolk i det østlige Indien og Bangladesh.
Nicobarerne havde kontakt med omverdenen gennem handelsrejsende, som jævnligt stoppede for at bytte nyttige råvarer mod forsyninger. En række rejsende har omtalt Nicobarerne og naboøerne, Andamanerne. Kejser Asjoka, som levede i 200-tallet f.Kr., skal have fået klagemål fra indiske handelsfolk, som havde fået store tab på grund af de "vilde sorte", som holdt til på disse øer. Den egyptiske geograf Ptolemaios fra 100-talet kaldte dem "kannibaløerne" og "lukkeøerne". Den kinesiske munk I Tsing omtaler øerne i 673 og kalder dem Lo-jen-kuo, 'nøgenøerne'. I senere omtaler var der mange, som bed mærke i, at indbyggerne havde lidt klæde, men kun anvendte et "blad" eller senere "lændeklæde".
Under det sydindiske Tsjolarige voksede søfartsaktiviteten i området, og øerne blev indlemmede i riget omkring år 1025, da Rajendra Tjsola brugte dem som base for at knuse det konkurrerende Srivijayarige. En Thanjavur-indskrift nogle år senere omtaler øerne som Nakkavaram, 'nøgen-land', som måske er ophavet til det moderne navn. I 1600-tallet kom øerne en tid under det indiske Maratharige og blev brugt som søbase.

### Kolonisering
Under opdagelsestiden kom europæiske søfarende til øerne og byttede klæde og andre varer mod amba (hvalfedt) og kokosnødder. I 1600- og 1700-tallet gjorde både portugisere, franskmænd, nederlændere og danskere forgæves forsøg på at kristne indbyggerne.
Danmark gjorde flere forsøg på at underlægge sig øerne som koloni, men afstod til sidst kravet på dem til fordel for Storbritannien. Det første dansk-norske koloniseringsfremstød kom i 1750-erne, under Frederik 5. I 1755 blev der sendt en ekspedition med 82 mand om bord i skibene "Kongen af Danmark" og "Ebenezer" fra Trankebar med ordre om at besætte det, de skulle kalde "Frederiksøerne". Kolonien Ny Danmark blev grundlagt på Grand Nicobar i 1756, og Ny Sjælland på øen Nancowry året efter. Det tropiske klima og sygdomme (malaria) gjorde, at mange døde, og dette, sammen med besværlige sagsmål fra den oprindelige befolkning, medførte, at de tilbageværende evakueredes, de sidste i april 1759. I august 1768 sendte danskerne herrnhutermissionærer og en trop soldater fra Trankebar til Nicobarerne. De slog sig ned på Nancowry, og klarede trods regntid og sygdom at grundlægge plantager, hvor de dyrkede kaffe og bomuld.
I juli 1778 kom en østrigsk fregat til Nancowry for at oprette en koloni på øerne. Østrigerne grundlagde Kaiserhügel på Kamorta, hvor Ny Sjælland havde været, men opgav kolonien i 1784. I 1787 opgav de danske missionærer arbejdet, men den danske militærvagt blev tilbage frem til 1809. Danmark sende nye kolonister i 1831 og 1845, men måtte opgive begge forsøg. Der var ringe interesse for projektet i Danmark, og i 1868 gav Christian 9. afkald på øerne, hvorefter de blev solgt til Storbritannien. Briterne tog kontrol over Nicobarerne i 1869 som en del af Britisk Indien. Briterne etablerede en straffekoloni der.
Under 2. verdenskrig var øerne fra 1942 til 1945 okkuperede af Japan. Da Indien fik selvstændighed i 1947, fulgte Nicobarerne med. Sammen med Andamanerne blev de et unionsterritorium i 1950.
Øerne blev ramt af tsunamien i 2004.

## Økonomi
Der er ingen adgang for udenlandske turister til Nicobarerne.